# Eric Saade
Eric Khaled Saade (født 29. oktober 1990 i Kattarp) er en svensk sanger, som tidligere var medlem af popgruppen What's Up. I 2009 gik Saade solo og var med i Melodifestivalen 2010 med sangen "Manboy" skrevet af Fredrik Kempe. Han deltog atter i 2011 med sangen "Popular", som han vandt med, og han deltog derfor i Eurovision Song Contest 2011 i Düsseldorf, hvor han fik en tredjeplads. 
Han deltager for tredje i Melodifestivalen 2015 med sangen "Sting", som gik direkte til finalen fra deltävlingen i Göteborg den 7. februar 2015. Den er nu en af 12 sange, som deltager i finalen den 14. marts. 

## Privatliv
Saades mor er fra Sverige og hans far er palæstinenser. Han voksede op i Kattarp udenfor Helsingborg. Nu er han bosat i Stockholm.

## Karriere
Eric Saade var medlem af boybandet  What's Up. Den 26. februar 2009 offentliggjorde han, at han forlod bandet,  og at han ville forsøge sig med en solokarriere i stedet. Han og What's Up  (med Vendela Palmgren) har indspillet det svenske soundtrack til "Här är jag" ("This Is Me") til filmen Camp Rock. Saade har været en  studievært på Disney Channel, hvor han har interviewet Zac Efron og  Vanessa Hudgens under deres besøg i Sverige. Saade var også vært for My  Camp Rock i efteråret 2009 og har lagt svensk stemme til Shane i Camp Rock.
24. august 2009 skrev Eric Saade kontrakt med Roxy Recordings. I efteråret 2009 udkom den  første single, "Sleepless", og et album, Masquerade, blev udgivet 19. maj  2010. Siden da har han udgivet Saade Vol. 1, og Saade Vol. 2. 
Saade har blandt andet deltaget i Sommarkrysset, Lotta på Liseberg og Allsång på Skansen. I løbet af sommeren 2010 spillede han i omkring tredive byer i Sverige med turneen "Masquerade Tour".

## Albummer
- Masquerade (2010)
- Saade Vol. 1 (2011)
- Saade Vol. 2 (2012)
- Eric Saade: Deluxe (2012)
- Coming Home EP (2013)
- Forgive Me (2013)

## Singler
- Sleepless (2009)
- Manboy (2010)
- Break of Dawn (2010)
- Still Loving It (2011)
- Popular (2011)
- Hearts in the Air (2011) - Med J-Son
- Hotter Than Fire (2011) - Med Dev
- Imagine (2012) - Med Tone Damli
- Marching (In the Name of Love) (2013)
- Coming Home (2013)
- Girl from Sweden (2015)

## Musikvideoer
- Sleepless (2009)
- Break of Dawn (2010)
- Masquerade (2010)
- Popular (2011)
- Hearts in the Air (2011) - Med J-Son
- Hotter Than Fire (2011) - Med Dev
- Imagine (2012) - Med Tone Damli
- Marching (In The Name Of Love) (2013)
- Miss Unknown (2013)
- Girl from Sweden (2015)

## Tours
- Masquerade Tour (2010)
- Made of Pop Koncert (2011)
- Pop Explosion Koncert (2012)
- Coming Home Tour (2013)
- Stripped live (2015)

### Melodi Grandprix
Saade deltog med Frederick Kempe og Peter Bostroms sang "Manboy" i  Melodifestivalen 2010 og fik flest stemmer af  alle i konkurrencen i Sandviken, hvorpå han i finalen i Globen sluttede på tredjepladsen. Det var efterfølgende ham, der meddelte Sveriges stemmetal under Eurovision Song Contest 2010.
I juni 2010 var Saade skeptisk over at deltage endnu en gang, men han bestemte sig alligevel for at deltage året efter, og hans bidrag til Melodifestivalen 2011 var sangen "Popular", skrevet af Frederick Kempe.  I semifinalen  19. februar fik han flest stemmer i semifinalen, som blev afholdt i  Linköping, og han gik direkte til finalen i Globen. Den 12. marts vandt "Popular" Melodifestivalen 2011 og blev derfor Sveriges repræsentant  Sverige i Eurovision Song Contest 2011 i Düsseldorf.

### Eurovision Song Contest 2011
Efter at have vundet Melodifestivalen repræsenterede Eric Saade Sverige i Eurovision Song Contest 2011 i Düsseldorf. Saade kvalificerede sig i den anden semifinale  den 12. maj 2011 til finalen to dage senere. Han sluttede på tredjepladsen i finalen, hvilket var Sveriges  bedste resultat siden Eurovision Song Contest 1999.

## Billeder
- På Gröna Lund (Stockholm), Barndomsdag, 23. maj 2010
- På Gröna Lund (Stockholm), Barndomsdag, 23. maj 2010
- På Gröna Lund (Stockholm), Barndomsdag, 23. maj 2010
- På Gröna Lund (Stockholm), Barndomsdag, 23. maj 2010
- På Gröna Lund (Stockholm), Barndomsdag, 23. maj 2010